# العلاقات المكسيكية النيوزيلندية
العلاقات المكسيكية النيوزيلندية هي العلاقات الثنائية التي تجمع بين المكسيك ونيوزيلندا.

## مقارنة بين البلدين
هذه مقارنة عامة ومرجعية للدولتين:
| وجه المقارنة                                              | المكسيك                                                                               | نيوزيلندا                                              |
| --------------------------------------------------------- | ------------------------------------------------------------------------------------- | ------------------------------------------------------ |
| المساحة (كم2)                                             | 1.97 مليون                                                                            | 268.02 ألف                                             |
| عدد السكان (نسمة)                                         | 130.53 مليون                                                                          | 4.24 مليون                                             |
| الكثافة السكانية (ن./كم²)                                 | 66.26                                                                                 | 15.82                                                  |
| العاصمة                                                   | مدينة مكسيكو                                                                          | ويلينغتون، أوكلاند                                     |
| اللغة الرسمية                                             | اللغة الإسبانية                                                                       | لغة إنجليزية، اللغة الماورية، لغة الإشارة النيوزيلندية |
| العملة                                                    | بيزو مكسيكي                                                                           | دولار نيوزيلندي، الجنيه النيوزيلندي                    |
| الناتج المحلي الإجمالي (بليون دولار)                      | 1.15 تريليون                                                                          | 205.85 مليار                                           |
| الناتج المحلي الإجمالي (تعادل القوة الشرائية) بليون دولار | 2.16 تريليون                                                                          |                                                        |
| الناتج المحلي الإجمالي الاسمي للفرد دولار أمريكي          | 9.01 ألف                                                                              |                                                        |
| الناتج المحلي الإجمالي للفرد دولار أمريكي                 | 17.32 ألف                                                                             |                                                        |
| مؤشر التنمية البشرية                                      | 0.756                                                                                 | 0.914                                                  |
| رمز المكالمات الدولي                                      | +52                                                                                   | +64                                                    |
| رمز الإنترنت                                              | .mx                                                                                   | .nz                                                    |
| المنطقة الزمنية                                           | منطقة زمنية وسطى، المنطقة الزمنية الجبلية، زمن منطقة المحيط الهادئ، منطقة زمنية شرقية | ت ع م+13:00، ت ع م+12:00                               |

## منظمات دولية مشتركة
يشترك البلدان في عضوية مجموعة من المنظمات الدولية، منها:
| علم المنظمة | اسم المنظمة                                      | تاريخ انضمام المكسيك | تاريخ انضمام نيوزيلندا |
| ----------- | ------------------------------------------------ | -------------------- | ---------------------- |
|             | وكالة ضمان الاستثمار متعدد الأطراف               | 1 يوليو 2009         | 22 أبريل 2008          |
|             | منظمة التعاون الاقتصادي والتنمية                 | ?                    | ?                      |
|             | الأمم المتحدة                                    | 7 نوفمبر 1945        | 24 أكتوبر 1945         |
|             | الفريق المعني برصد الأرض                         | ?                    | ?                      |
|             | منظمة حظر الأسلحة الكيميائية                     | ?                    | ?                      |
|             | منظمة التجارة العالمية                           | 1995                 | ?                      |
|             | منظمة الشرطة الجنائية الدولية                    | ?                    | ?                      |
|             | مؤسسة التنمية الدولية                            | 24 أبريل 1961        | 1 أكتوبر 1974          |
|             | يونسكو                                           | 4 نوفمبر 1946        | 4 نوفمبر 1946          |
|             | الاتحاد البريدي العالمي                          | ?                    | ?                      |
|             | البنك الدولي للإنشاء والتعمير                    | 31 ديسمبر 1945       | 31 أغسطس 1961          |
|             | المنظمة الهيدروغرافية الدولية                    | ?                    | ?                      |
|             | الاتحاد الدولي للاتصالات                         | 1 يوليو 1908         | 3 يونيو 1878           |
|             | مؤسسة التمويل الدولية                            | 20 يوليو 1956        | 31 أغسطس 1961          |
|             | مجموعة أستراليا                                  | 2013                 | 1985                   |
|             | مجموعة الموردين النوويين                         | ?                    | ?                      |
|             | منتدى التعاون الاقتصادي لدول آسيا والمحيط الهادئ | 17 نوفمبر 1993       | 6 نوفمبر 1989          |

## وصلات خارجية
- موقع وزارة الخارجية المكسيكية
- موقع وزارة الخارجية النيوزيلندية